# 米高·斯諾

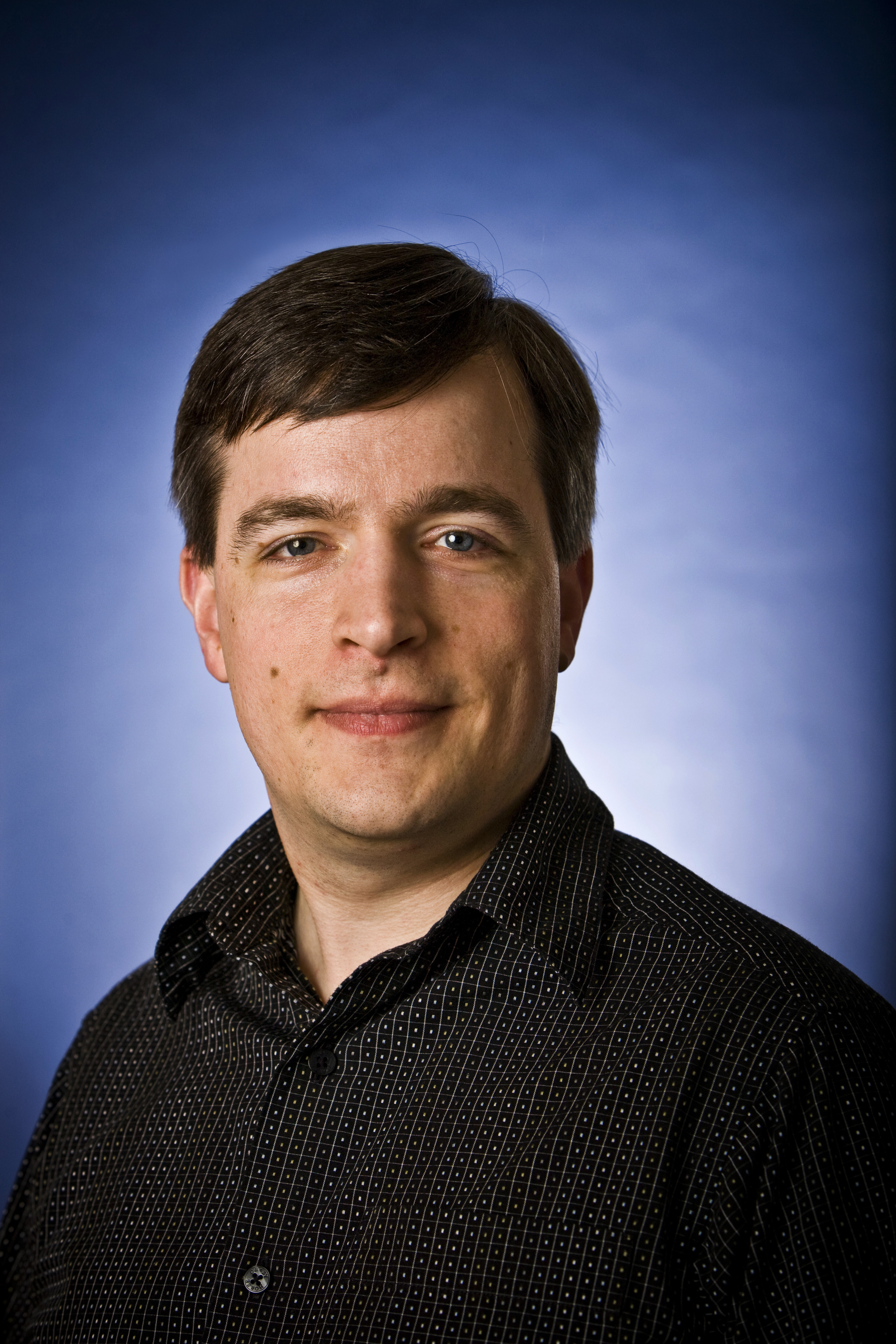
麥可·斯諾

米高·斯諾（英語：Michael Snow，1974年1月22日—）現職為一位律師，並獲得華盛頓大學的法律博士學位，是維基媒體基金會第3任理事長。
在2008年2月加入維基媒體基金會理事會，2008年7月獲選為理事會主席，2003年便開始參與維基媒體計劃的工作。斯諾的一大貢獻便是創立了《維基百科簡訊》，一份關於英語維基百科的社群網上刊物。出生於德國普富伦多夫，斯諾現居於美國西雅圖地區。

## 外部連結
- 在維基媒體基金會網站上的個人介紹
- 在英語維基百科上的個人用戶頁

| 前任： 弗洛朗斯·尼巴爾-德伍阿爾 | 維基媒體基金會理事長 | 继任： 陳霆 |